# Ministère de l'Intérieur (France)
« Ministère de la Sécurité intérieure » redirige ici. Pour les autres significations, voir Ministère de la Sécurité intérieure (Luxembourg).
Pour les articles homonymes, voir Ministère de l'Intérieur.
Le ministère de l’Intérieur est le ministère du gouvernement français chargé traditionnellement de la sécurité intérieure, de l’administration du territoire et des libertés publiques.
Depuis sa création, le ministère de l’Intérieur est au cœur de l’administration française : il assure sur tout le territoire le maintien et la cohésion des institutions du pays. Son organisation, ses moyens humains et matériels constituent l’outil privilégié de l’État pour garantir aux citoyens l'exercice des droits, devoirs et libertés réaffirmés par la Constitution de la Ve République.
Installé à l’hôtel de Beauvau, dans le 8e arrondissement de Paris, à quelques pas du palais de l'Élysée, il est surnommé, par métonymie, « la Place Beauvau ».
L'actuel ministre de l'Intérieur est Bruno Retailleau, qui assure la fonction depuis le 21 septembre 2024.

## Historique

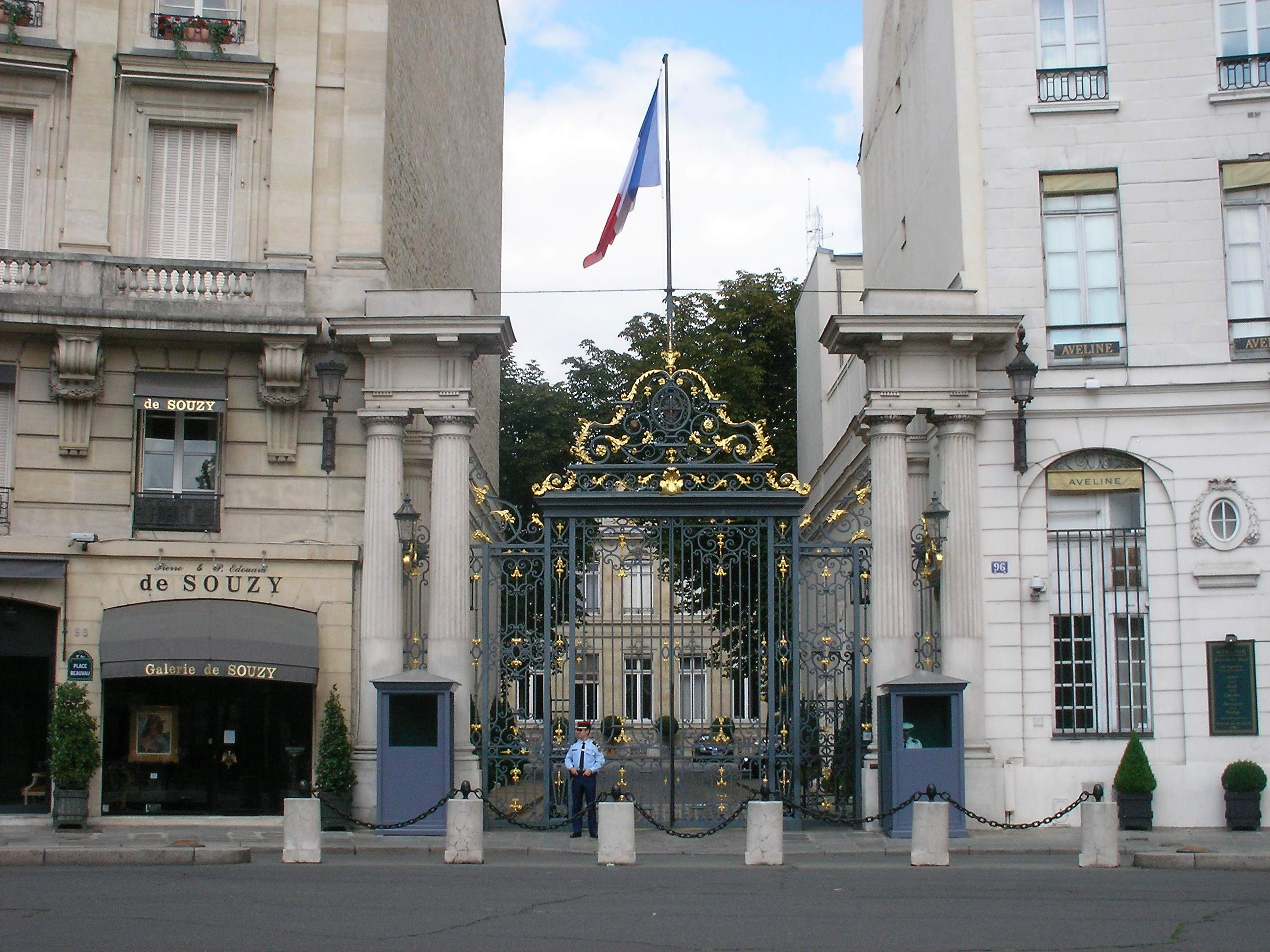
Le portail de l'hôtel de Beauvau.

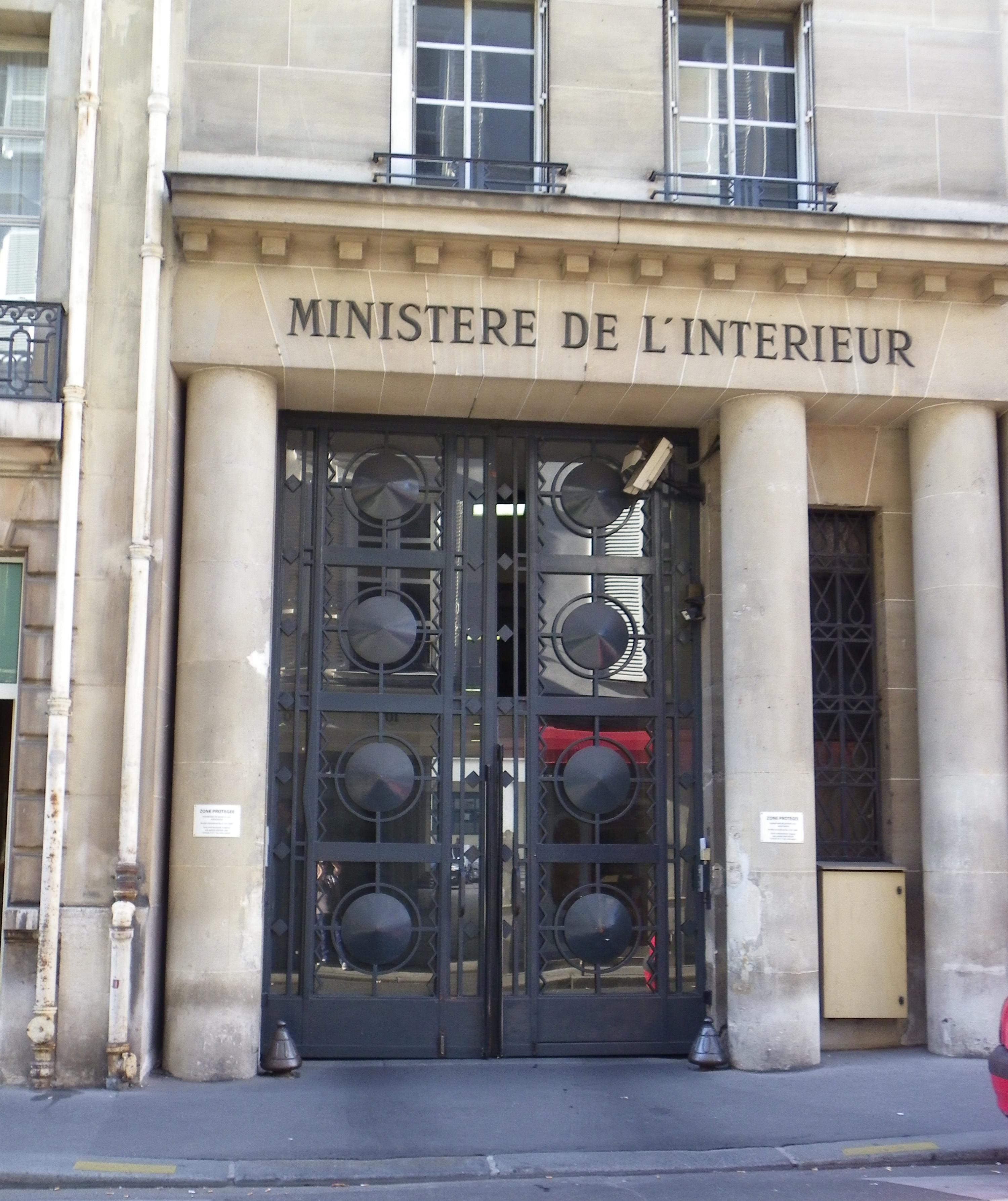
L'entrée du ministère, depuis la rue des Saussaies.

À la fin de l’Ancien Régime, le département de la Maison du roi était parfois déjà appelé « département de l’intérieur », mais le ministère de l'Intérieur est officiellement créé au moment de la Révolution française, le 7 août 1790, quand François-Emmanuel Guignard de Saint-Priest, secrétaire d'État à la Maison du Roi, reçoit le nouveau titre de « ministre de l’Intérieur ». Depuis, il y a toujours eu un ministère de l’Intérieur, sauf pendant les quelques années où les ministères sont supprimés.
Dès le début, le ministère était chargé, comme son nom l'indique, de l'administration de l'intérieur du pays, attributions qui relevaient auparavant déjà en partie du secrétaire d'État à la maison du Roi. Le ministère s'est donc intéressé aux relations avec les départements et les communes, aux élections, mais aussi à des questions économiques, comme l'agriculture et le commerce.
Le ministère de l'Intérieur est aussi chargé de la police, sauf de 1796 à 1818, où il existe, avec quelques périodes d'interruption, un ministère de la Police.
Au début du XIXe siècle, le ministère avait un domaine de compétence très large, qui s'est trouvé par la suite réduit avec la création d'autres ministères. Dès l'Empire sont créés, outre le ministère de la Police, un ministère des Cultes (1804) et un ministère des Manufactures et du Commerce (1811). Ces ministères disparaissent au début de la Restauration, mais en 1824 est créé le ministère des Affaires ecclésiastiques et de l'Instruction publique. Le ministère perd alors définitivement l’essentiel de ses attributions touchant à l'instruction publique ; quant aux Cultes, ce portefeuille est souvent, tout au long du XIXe siècle, confié en complément à un autre ministre qui se trouve être souvent celui de l'Intérieur. Le ministère du Commerce s'installe durablement dans le paysage institutionnel en 1831, ravissant de larges pans du champ d'activité du ministère de l'Intérieur, en particulier toutes les questions économiques, d'assistance ou culturelles. Avec l’ordonnance du 11 octobre 1832, le champ du ministère de l’Intérieur se réduit aux affaires de l'imprimerie et de la librairie (censure notamment), aux élections et aux sapeurs-pompiers, tandis qu'il perd l'organisation municipale et départementale, le personnel des préfectures et les Gardes nationales transférés au ministère du Commerce. La même ordonnance attribue les grands établissements d'enseignement supérieur au ministère de l'Instruction publique, ainsi que l'Institut, les sociétés savantes et les bibliothèques publiques. Un an et demi plus tard, par l'ordonnance du 6 avril 1834, le ministère de l'Intérieur retrouve l'administration générale et territoriale, le personnel des préfectures, les gardes nationales, mais aussi les travaux publics, les ponts et chaussées, ainsi que les beaux-arts, le théâtre et les Archives du Royaume, lesquelles retournent à l'Instruction publique dès 1838. En revanche la tutelle sur les Archives départementales, municipales et hospitalières reste au ministère de l'Intérieur jusqu'en 1884.
Le ministère de l'Intérieur perd d'autres attributions au début du XXe siècle. En 1906, la création du ministère du Travail et de la Prévoyance sociale retire à l'Intérieur le contrôle du mouvement mutualiste. En 1911, la direction de l'Administration pénitentiaire, avec les prisons, quitte l'Intérieur pour le ministère de la Justice. En revanche, la suppression définitive du ministère des Cultes en 1912 entraîne l’attribution de son domaine au ministère de l’Intérieur,. En 1920, apparaît le ministère de l'Hygiène, de l'Assistance publique et de la Prévoyance sociale, futur ministère de la Santé, ce qui retire à l'Intérieur toutes les questions de santé publique et d'assistance sociale. À compter de cette date, les attributions du ministère sont assez stables, sauf que l'Outre-mer, qui relevait traditionnellement d'un « ministère des Colonies », est plus souvent confié au département de l’Intérieur, ou lui est délégué à partir des années 1970.
En 2007, le secrétariat général du ministère de l'Immigration regroupe des services transférés depuis plusieurs ministères : ceux de l’Intérieur, des Affaires étrangères, des Affaires sociales et de l’Économie et des finances. En novembre 2010, le secrétariat général à l'immigration et à l'intégration est maintenu, sous l’autorité du ministre de l'intérieur, de l'outre-mer, des collectivités territoriales et de l'immigration, avant d’être supprimé en 2013, remplacée par la direction générale des étrangers en France du ministère de l'Intérieur.
En 2009, « la gendarmerie nationale est placée sous l'autorité du ministre de l'Intérieur » pour ses missions civiles tout en restant sous celle du ministre de la Défense pour l'exercice de ses missions militaires.

## Missions et attributions

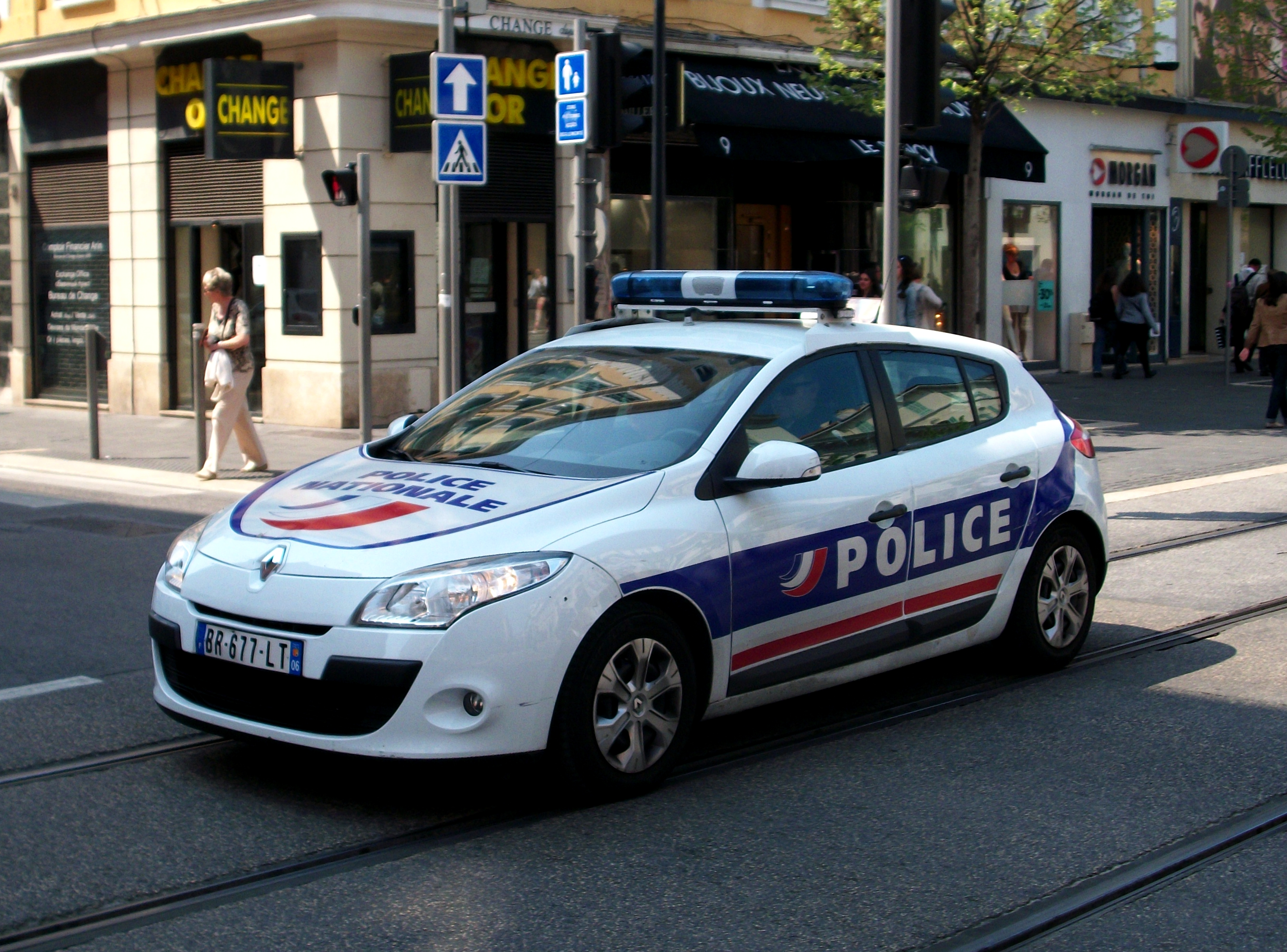
Véhicule de la Police nationale.

Le ministre de l’Intérieur prépare et met en œuvre la politique du Gouvernement en matière de sécurité intérieure, de libertés publiques, d'administration territoriale de l'État, de décentralisation, d’Outre-mer, d'immigration, d'asile, d’intégration des étrangers en France, de lutte contre le séparatisme, de sécurité civile et de sécurité routière. Sans préjudice des attributions du garde des sceaux, ministre de la justice, il prépare et met en œuvre, dans la limite de ses attributions, la politique du Gouvernement en matière d'accès à la nationalité française. Sans préjudice des attributions du ministre des affaires étrangères, il est chargé de l'organisation des scrutins. Il est, en outre, chargé de coordonner les actions de prévention de la délinquance et de lutte contre les trafics de stupéfiants. Il préside le Comité interministériel de prévention de la délinquance et de la radicalisation.
Jusqu'en octobre 2018, le ministre de l'Intérieur prépare et met en œuvre la politique du Gouvernement à l'égard des collectivités territoriales.
Les attributions du ministère sont très variées, allant notamment de la gestion des événements climatiques aux relations avec les autorités représentatives des religions présentes en France et de l’application de la loi de séparation des Églises et de l'État en matière de police des cultes.

## Organisation
À l’instar des autres ministères français, le ministère de l’Intérieur est divisé en une administration centrale située à Paris et une administration territoriale présente sur l’ensemble du territoire national.

### Ministre
Dans le Gouvernement Michel Barnier puis le Gouvernement François Bayrou, Bruno Retailleau est ministre de l’Intérieur.
Depuis le 23 décembre 2024, François-Noël Buffet est ministre auprès du ministre de l’Intérieur.
Depuis sa fondation, le ministère de l'Intérieur connaît de nombreux titulaires, plus ou moins marquants, comme Jacques Chirac (qui fait un court passage en 1974, peu avant le décès du président Georges Pompidou), Michel Poniatowski, Gaston Defferre (à l'origine des lois de décentralisation contemporaines), Pierre Joxe, Charles Pasqua, Jean-Pierre Chevènement, Nicolas Sarkozy, Daniel Vaillant et Manuel Valls. Michèle Alliot-Marie est la première femme à occuper ce poste régalien.

### Administration centrale
Selon le décret d’organisation de 2013, l'administration centrale du ministère comprend :
- le secrétariat général du ministère ;
- la direction générale des Collectivités locales (DGCL) ;
- la direction générale de la Police nationale (DGPN) ;
- la direction générale de la Sécurité intérieure (DGSI) ;
- la direction générale de la Gendarmerie nationale (DGGN) ;
- la direction générale des Étrangers en France (DGEF);
- la direction générale de la Sécurité civile et de la Gestion des crises (DGSCGC) ;
- la direction générale des Outre-mer ;
- la Délégation à la sécurité routière.

Le ministre a autorité sur ces différents services, il dispose aussi de l'inspection générale de l'administration et du Conseil supérieur de l'administration territoriale de l'État.
Lorsque le Gouvernement comprend un ministre des Outre-Mer de plein exercice, la direction générale des Outre-Mer est placée sous son autorité,,.
Selon les Gouvernements, la direction générale des Collectivités locales est placée sous l’autorité conjointe du ministre de l'Intérieur et d’un autre ministre. Dans le Gouvernement Michel Barnier puis le Gouvernement François Bayrou, la direction n’est plus sous l’autorité du ministre de l’Intérieur.

#### Direction générale de la Police nationale
La police nationale relève de l'autorité du ministre de l'intérieur, sous réserve des dispositions du code de procédure pénale relatives à l'exercice de la police judiciaire.

#### Direction générale de la Gendarmerie nationale
La gendarmerie nationale est une force armée instituée pour veiller à l'exécution des lois. La police judiciaire constitue l'une de ses missions essentielles. La gendarmerie nationale est destinée à assurer la sécurité publique et l'ordre public, particulièrement dans les zones rurales et périurbaines, ainsi que sur les voies de communication.
Sans préjudice des attributions de l'autorité judiciaire pour l'exercice de ses missions judiciaires et de celle du ministre de la défense pour l'exécution de ses missions militaires, la gendarmerie nationale est placée sous l'autorité du ministre de l'intérieur, responsable de son organisation, de sa gestion, de sa mise en condition d'emploi et de l'infrastructure militaire qui lui est nécessaire.

#### Direction générale de la Sécurité intérieure
La direction générale de la Sécurité intérieure, créée en 2014, est chargée, sur l'ensemble du territoire français, de rechercher, de centraliser et d'exploiter le renseignement intéressant la sécurité nationale ou les intérêts fondamentaux de la Nation. Elle concourt, dans ses domaines de compétence, à l'exercice des missions de police judiciaire .

#### Direction générale des étrangers en France
La direction générale des étrangers en France est chargée de la conception et de la mise en œuvre des politiques publiques concernant l’immigration, légale ou illégale ; l’accueil et l’acquisition et le retrait de la nationalité française et les questions de droit d'asile.

#### Direction générale de la Sécurité civile et de la gestion des crises
La direction générale de la sécurité civile et de la gestion des crises (DGSCGC), créée en 2011, est chargée de garantir la cohérence de la sécurité civile sur le plan national, d'en définir la doctrine et d'en coordonner les moyens.

#### Secrétariat général

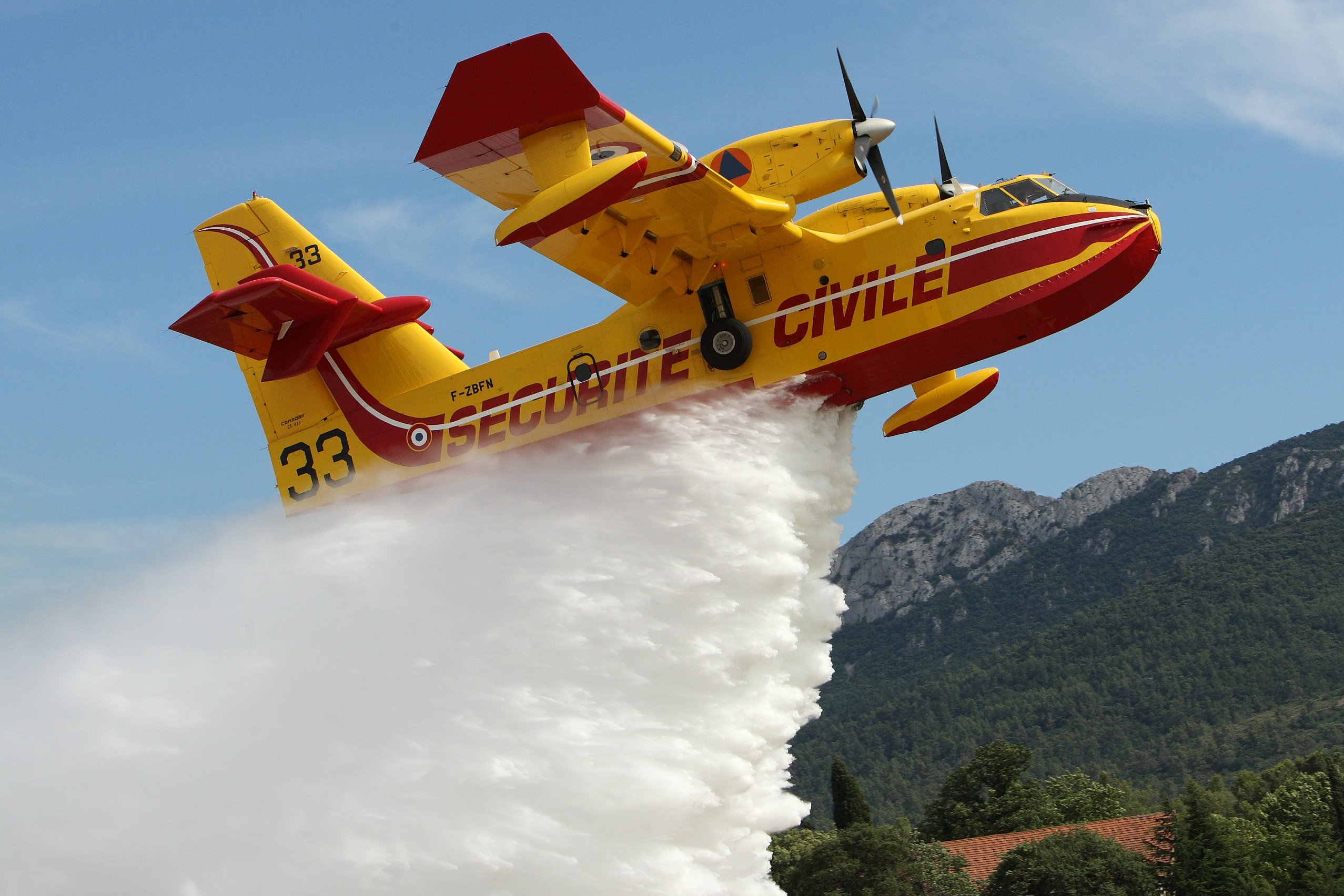
Avion bombardier d'eau de la sécurité civile, en phase de largage.

Le secrétariat général, créé en 2004, est chargé d'appuyer les autres services du ministère, soit via des missions administratives (budget, ressources humaines, immobilier, conseil juridique...), soit via des missions transversales et d'assurer la tutelle d'établissements publics administratifs (EPA). Il se compose de directions et services :
- la direction du management de l'administration territoriale et de l'encadrement supérieur,
- la direction de la transformation numérique,
- la direction des libertés publiques et des affaires juridiques,
- la direction des ressources humaines,
- la direction de l'évaluation de la performance, de l'achat, des finances et de l'immobilier,
- la direction des affaires européennes et internationales,
- la direction des entreprises et partenariats de sécurité et des armes,
- le service du haut fonctionnaire de défense,
- la délégation à l'information et à la communication ;

et des services à compétence nationale
- Institut des hautes études du ministère de l'Intérieur, rattaché au secrétaire général[35],
- service des armes et explosifs, rattaché au directeur des entreprises et partenariats de sécurité et des armes[36].

#### Localisation

immeuble « Le Garance ».

Le ministère de l'Intérieur connaît tout au long de son histoire diverses implantations, notamment au grand et au petit hôtel de Villars au début du XIXe siècle (aujourd'hui respectivement mairie du 7e arrondissement et section collège de l'établissement Paul Claudel-d'Hulst), puis à l'hôtel de Rothelin-Charolais (actuel porte-parolat du gouvernement) avant d'être définitivement affecté à l'hôtel de Beauvau en 1861.
En 2016, un nouvel immeuble rue des Pyrénées, « Le Garance », conçu par Brigitte Métra, est inauguré, ; il accueille notamment la direction générale des étrangers en France, les directions de la Direction générale de la sécurité civile et de la gestion des crises, la délégation à la sécurité routière.

### Administration territoriale
Pour mener à bien les missions qui lui incombent, le ministère de l'Intérieur s'appuie sur un réseau de préfectures (de région ou de département) et de sous-préfectures sur l’ensemble du territoire français. On trouve aussi tous les commissariats de police, les brigades de gendarmerie, les bases de la sécurité civile, etc.
Depuis 2020, les directions départementales interministérielles relèvent du ministre de l’Intérieur.

### Établissements publics
- Agence nationale des titres sécurisés
- Agence nationale de traitement automatisé des infractions

## Budget et effectifs

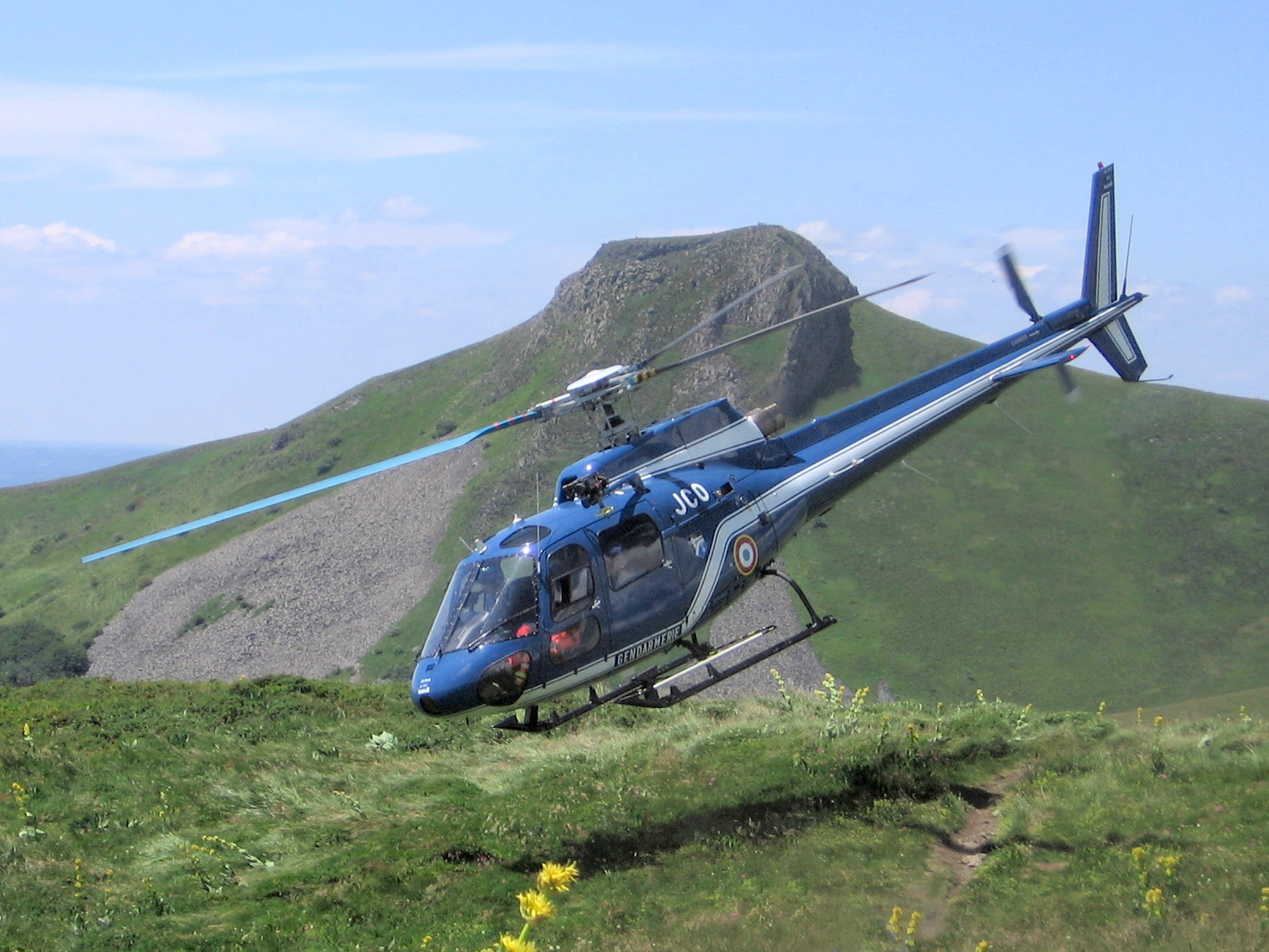
Hélicoptère d’une unité de montagne de la Gendarmerie nationale.

Le ministère de l’Intérieur a un budget répartis en plusieurs missions. Celle consacrée à la sécurité est l’une des plus importantes du budget de l’État.
En 2025, les autorisations d’engagement des crédits dont dispose le ministre dans le budget général sont :
- 26 099 703 215 € pour la mission « Sécurités »,
- 4 696 238 234 € pour la mission « Administration générale et territoriale de l'État »,
- 1 788 492 540 € pour la mission « Immigration, asile et intégration »,
- 3 537 488 428 € pour la mission « Outre-mer » ;

il dispose de plus d’une partie du compte d'affectation spéciale « Contrôle de la circulation et du stationnement routiers », servant à flécher une partie des recettes des amendes routières vers les crédits de la sécurité routière.
La loi du 24 janvier 2023 d’orientation et de programmation du ministère de l’Intérieur prévoit un budget évoluant de 20 à 25 milliards entre 2022 et 2027 (sur un périmètre différent de celui retenu ci-dessus).
Dans ce budget ne figurent par les polices municipales et les services départementaux d'incendie et de secours qui relèvent des finances locales.
Le nombre de fonctionnaires du ministère de l’Intérieur est de 300 000 au 31 décembre 2020, soit 12 % de la fonction publique d’État. Les fonctionnaires du ministère de l’Intérieur travaillent en majorité (90 %) en service déconcentrés.
Les agents affectés par le ministères sont ainsi répartis :
- 52 % police (DGPN, DGSI, PP),
- 35 % gendarmerie,
- 13 % autres services ;

ou bien, par catégorie d'emploi :
- 44,8 % personnel actifs et adjoint de la police,
- 34,2 % militaires,
- 15,2 % administratifs,
- 5,8 % techniques, spécialisés et scientifiques[44].

## Identité visuelle (logotype)
Le logotype du ministère varie régulièrement au gré des changements de dénominations. Le logotype suit systématiquement les règles et principes de la charte graphique de la communication gouvernementale en France avec le système du « bloc marque ».

Logo du Ministère de l'Intérieur, de la Sécurité intérieure et des Libertés locales  de 2002 à 2005
Logo du Ministère de l'Intérieur et de l'Aménagement du territoire de 2005 à 2007
Logo du Ministère de l'Intérieur, de l'Outre-mer et des Collectivités territoriales de 2007 à 2010
Logo du Ministère de l'Intérieur, de l'Outre-mer, des Collectivités territoriales et de l'Immigration de 2010 à 2012
Logo du Ministère de l'Intérieur de 2012 à 2020
Logo du Ministère de l'Intérieur de 2020 à 2022
Logo du Ministère de l'Intérieur et des Outre-mer entre Juillet 2022 et Septembre 2024
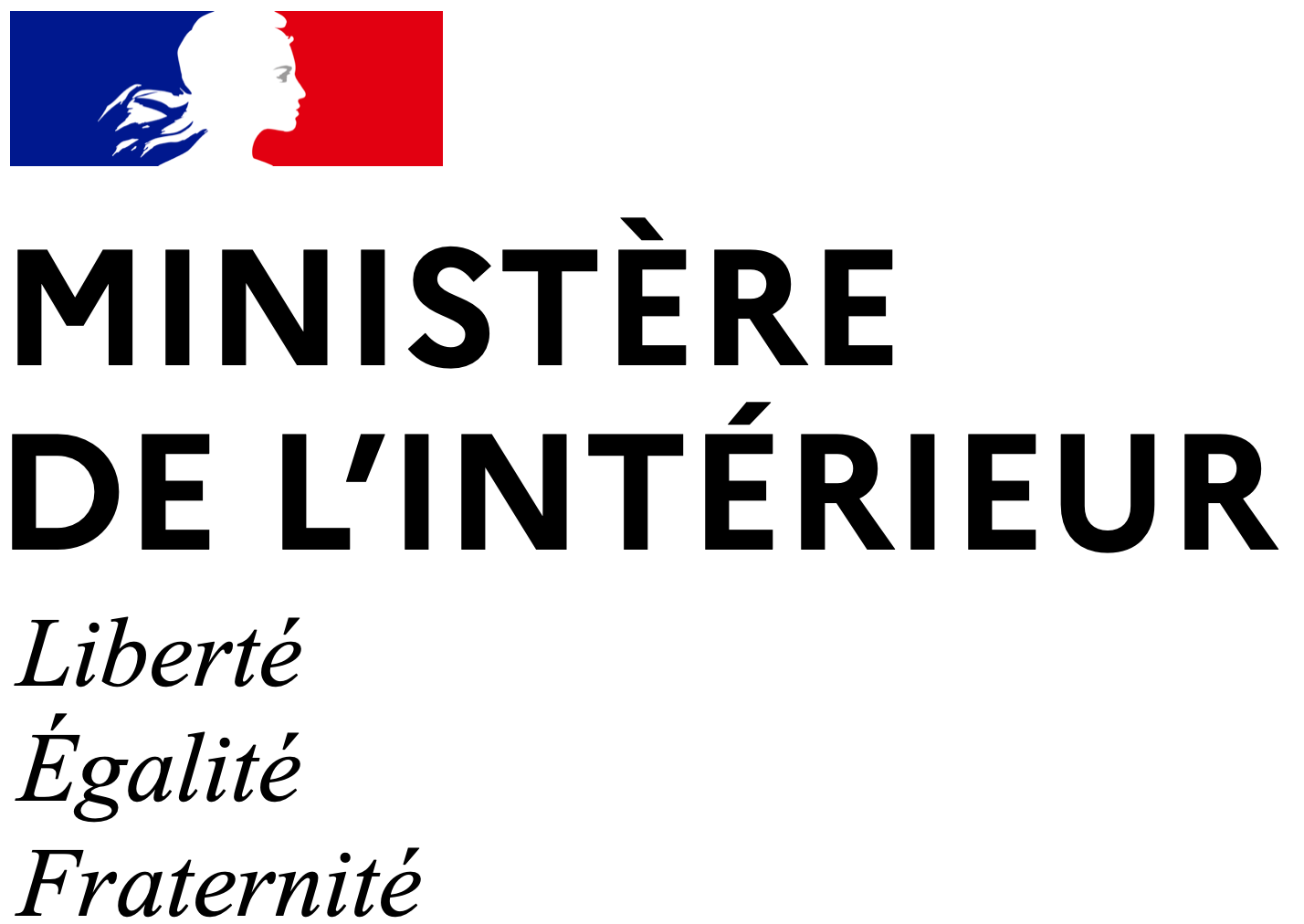
Logo du Ministère de l'Intérieur depuis le 21 Septembre 2024

## Controverse
En novembre 2023, le journal Disclose publie une enquête révélant que la police nationale utiliserait le logiciel israëlien Briefcam depuis 2015, ce sans déclaration à la Commission nationale de l'informatique et des libertés (CNIL) pour faire de la reconnaissance faciale et de plaque d'immatriculation. La CNIL annonce le lendemain un contrôle du ministère de l'intérieur.

## Dans la culture

### Cinéma
- Oranges sanguines (2021) de Jean-Christophe Meurisse met en scène un ministre de l'Intérieur dans des affaires de mœurs.

### Décrets d'organisation
- Décret n°60-173 du 24 février 1960 relatif à l'organisation centrale de l'administration du ministère de l'intérieur.
- Décret n°74-311 du 19 avril 1974 relatif à l'organisation centrale de l'administration du ministère de l'intérieur.
- Décret n°75-714 du 23 juillet 1975 relatif à l'organisation de l'administration du ministère de l'intérieur.
- Décret n°81-1219 du 30 décembre 1981 relatif à l'organisation de l'administration centrale du ministère de l'intérieur et de la décentralisation.
- Décret n°85-1057 du 2 octobre 1985 relatif à l'organisation de l'administration centrale du ministère de l'intérieur et de la décentralisation
- Décret n° 2013-728 du 12 août 2013 portant organisation de l'administration centrale du ministère de l'intérieur et du ministère des outre-mer